# Inturkė
Inturkė è una città del distretto di Molėtai, della contea di Utena, nell’est della Lituania. Secondo un censimento del 2011, la popolazione ammonta a 273 abitanti.
Costituisce il centro della seniūnija locale.

## Storia
Inturkė è conosciuta sin dal 1373 come centro abitato, sia pur di dimensioni ridottissime rispetto a oggi. Dal XVI secolo, la città e i suoi dintorni entrarono a far parte dei possedimenti del Granduca di Lituania. La prima chiesa del luogo fu costruita nel 1668, subendo poi qualche variazione estetica nei secoli immediatamente successivi. Nel 1860, fu eretta una chiesa ortodossa. 
Durante la Seconda guerra mondiale, accaddero sia esecuzioni di massa, eseguite dai tedeschi e patite anche dai centri abitati circostanti, data l’elevata presenza di comunità ebraica, sia feroci combattimenti operati dalla Armia Krajowa, la Resistenza polacca.
Negli anni successivi al conflitto, vennero costruiti biblioteca, ufficio postale, nuove fattorie, scuole e un ospedale.

## Galleria d’immagini

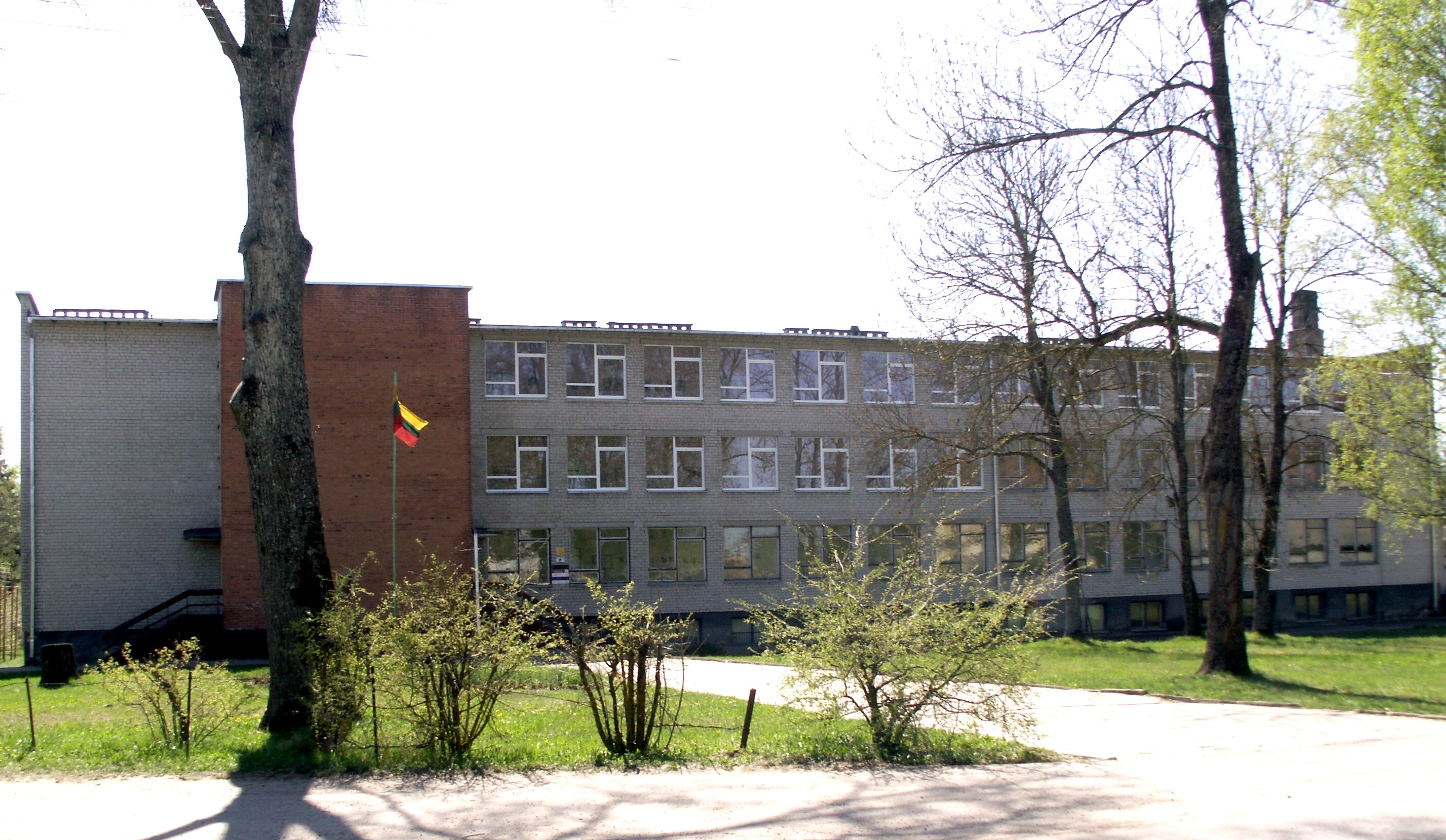
Scuola
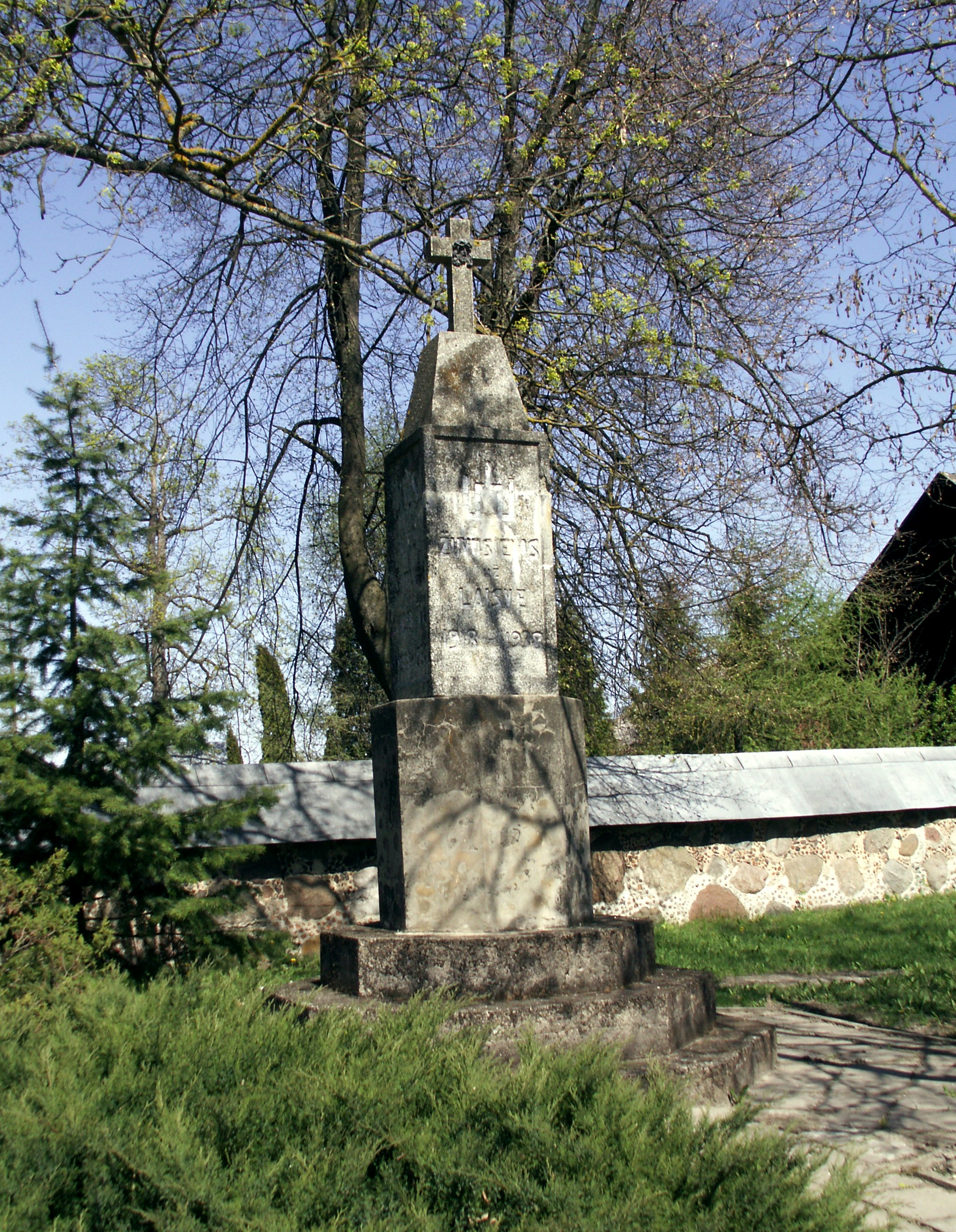
Monumento ai caduti
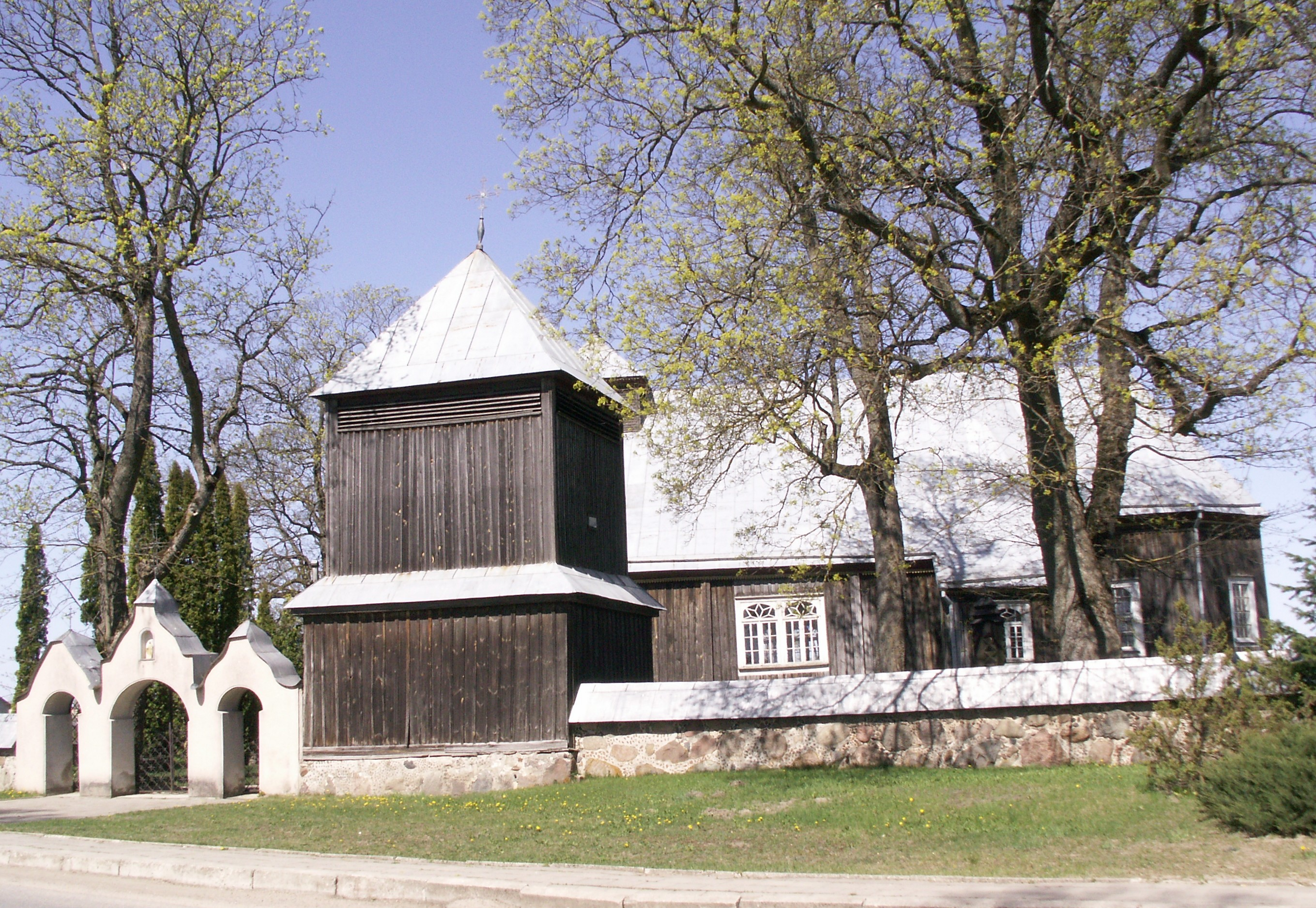
Chiesa